# Porostov
Porostov est un village de Slovaquie situé dans la région de Košice.

## Histoire
Première mention écrite du village en 1412.

## Démographie

### Évolution de la population
| Année:               | 1994. | 2004.   | 2014.   | 2024.    |
| -------------------- | ----- | ------- | ------- | -------- |
| Nombre de personnes: | 233   | 231     | 213     | 189      |
| Différence:          |       | -0,85 % | -7,79 % | -11,26 % |

| Année:               | 2023. | 2024.   |
| -------------------- | ----- | ------- |
| Nombre de personnes: | 192   | 189     |
| Différence:          |       | -1,56 % |

## Politique
| Nom           | Parti politique         | Date de l'élection | Fin du mandat |
| ------------- | ----------------------- | ------------------ | ------------- |
| Oľga Fečíková | KDH,ĽS-HZDS,SNS,SDKÚ-DS | 02.12.2006         | Déc. 2010     |